# Bài ca Seo Dong
Bài ca Seo Dong (tiếng Hàn: 서동요; Hanja: 薯童謠; Romaja: Seodong-yo) là một bộ phim truyền hình Hàn Quốc với sự tham gia của các diễn viên Jo Hyun-jae, Lee Bo-young và Ryu Jin. Phim được chiếu trên kênh SBS từ 5 tháng 9 năm 2005 đến 21 tháng 3 năm 2006 vào mỗi thứ 2 & 3 lú 21:55 gồm 55 tập.

## Phân vai
- Jo Hyun-jae vai Seodong (sau là Vua Mu của Baekje)
  - Kim Seok vai Seodong lúc trẻ
- Lee Bo-young vai Công chúa Seonhwa của Silla
  - Choi Sulli vai Công chúa Seonhwa lúc.trẻ
- Ryu Jin vai Sataek Giru / Kim Do-ham
- Kim Young-ho vai Buyeo Seon
- Jung Sun-kyung vai Mo-jin
- Jung Wook bai Vua Wideok của Baekje
- Jung Jae-gon vai Công chúa Ah-jwa
- Heo Young-ran vai Công chúa Wooyoung
- Han In-soo vai Hae Do-joo
- Lee Byung-sik vai Jin-ryeo
- Maeng Sang-hoon vai Wang Gu
- Park Tae-ho vai em vua Wideok
- Na Jae-woong vai Ahtaek Geolchwi
- Son Joon-hyung vai Baek Mu
- Lee Chang-hoon vai Mok Ra-soo
- Lee Il-hwa vai Yeon Ga-mo
- Im Hyun-sik vai Maek Do-soo
- Baek Bong-ki vai Beom-ro
- Oh Seung-yeon vai Beom-saeng
- Ku Hye-sun vai Eun-jin
- Lee Sook vai Kook-soo
- Lee Seung-ah vai Woo-soo
- Shin Gook vai Ko Mo
- Song Young-yong vai Ah So-ji
- Kim Yoo-jin vai Joo Ri-young
- Byun Il-tae vai Koyi Soji
- Choi Dong-joon vai Vua Jinpyeong của Silla
- Kim Hwa-ran vai Hoàng hậu Maya của Silla
- Na Sung-kyoon vai Kim Sa-heum
- Lee Kyung-hwa vai Công chúa Cheonmyeong của Silla
- Kim Jin-ho vai Wi Song
- Ahn Yeo-jin vai Bo-myung
- Noh Yoon vai Cho-ki
- Seo Beom-shik vai Seo-chung
- Sung Chang-hoon vai Koo-san
- Lee Hee-do vai Heuk Chi-pyeong
- Ha Sung-chul vai soldier
- Kim Se-min vai Jang-doo
- Ryu Sung-hoon vai Chiến binh
- Lee Hwan vai người hầu
- Bang Kil-seung vai Yak-san
- Han Tae-yoon vai vợ của Buyeo Seon
- Han Bo-bae
- Kim Tae-hyun
- Kwon Yong-woon
- Park Kyung-hwan
- Kwon Hyuk
- Joo Min-soo
- Yoo Hyun-ji vai Công chúa lúc trẻ
- Seol Ji-yoon vai So-young